# Université Teikyō
L'université Teikyō (帝京大学, teikyō daigaku) est une université privée du Japon située dans le quartier d'Itabashi à Tokyo.

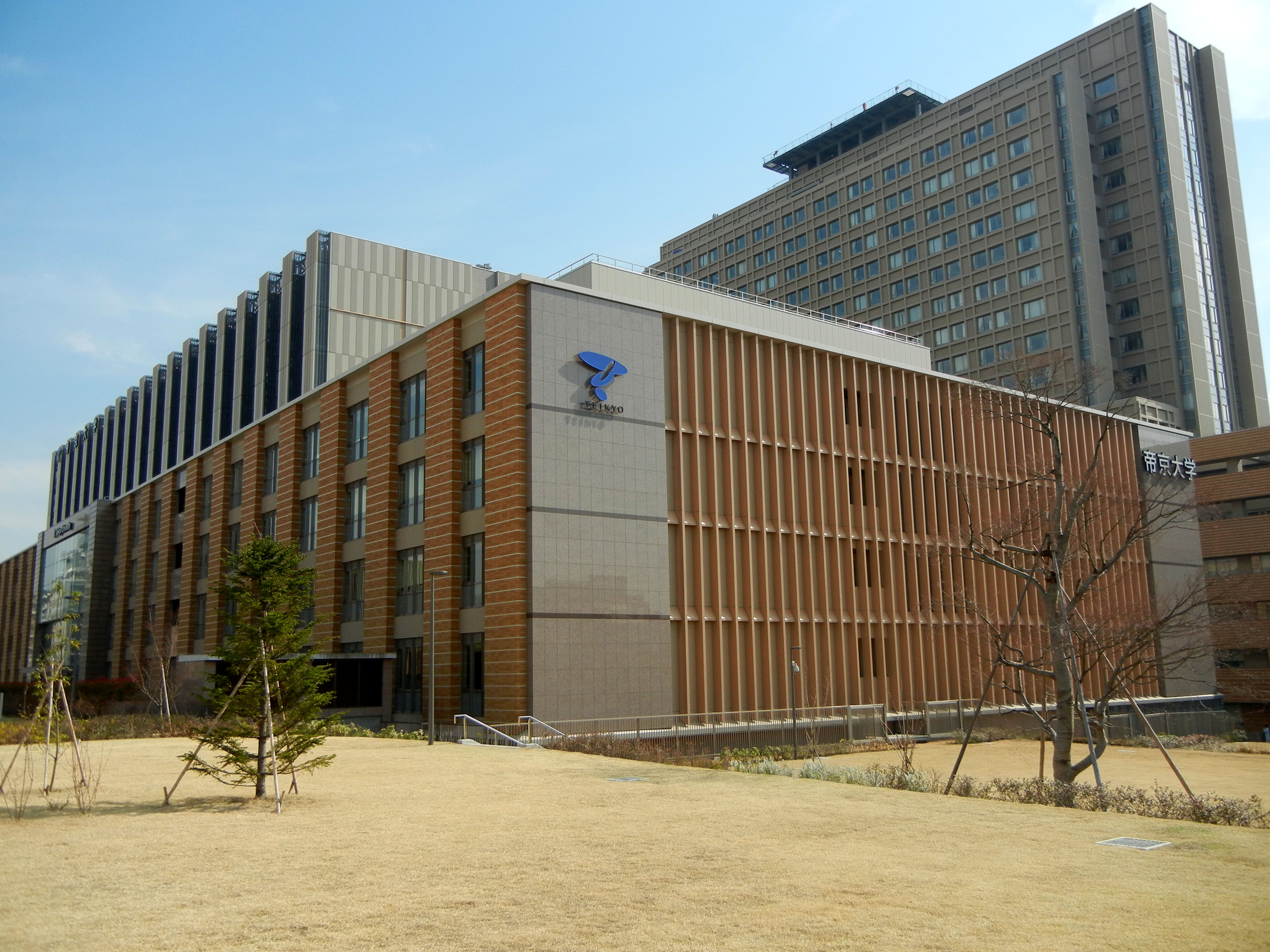
Itabashi-Campus

Elle fut fondée en 1931 sous le nom de lycée commercial (en) Teikyo par un certain Lee. Elle devient l'université Teikyō en 1966 et fait aujourd'hui partie du groupe Teikyō, une fondation multinationale d'éducation qui organise des échanges culturels et linguistiques au niveau pré-universitaire dans plusieurs pays.
L'université est composée aujourd'hui de huit facultés de premier cycle, d'un collège junior et de six écoles de troisième cycle. Les cinq campus principaux au Japon sont complétés par d'autres campus à l'étranger qui offrent des possibilités d'études à l'étranger aux étudiants japonais, ainsi qu'aux résidents étrangers pour l'apprentissage du japonais. L'effectif total est d'environ 20 000 étudiants. Bien que le siège de l'université se trouve au campus d'Itabashi, la majorité des étudiants (environ 17 000) sont inscrits au campus de Hachiōji à l'ouest de Tokyo.

## Campus et champs d'études

### Campus au Japon
- Siège d'Itabashi (Itabashi, Tokyo)
- Campus de Hachiōji (Hachiōji-shi, Tokyo), inclut un collège junior et une école de troisième cycle
- Campus de Sagamiko (Sagamiko-machi, Tsukui-gun, Kanagawa-ken)
- Campus de Utsunomiya (Utsunomiya-shi, Tochigi)
- Campus de Fukuoka (Omuta-shi, Fukuoka)

### Campus à l'étranger
- Université Teikyō du Japon à Durham, associée à l'université de Durham, Royaume-Uni
- Université Teikyō de Berlin, Allemagne
- Université Teikyō Loretto (Colorado Heights University (en)) à Denver, États-Unis (1989-aujourd'hui)
- Université internationale de Salem à Salem, États-Unis (1990-aujourd'hui)
- Université Westmar (en) (aujourd'hui fermée) à Le Mars, États-Unis (1990-1995)
- Marycrest College Historic District (en) (aujourd'hui fermée) à Davenport, États-Unis (1990-2002)
- Post University à Waterbury, États-Unis (1990-2004)
- Université Teikyō de Hollande in Maastricht, Pays-Bas (1991–2007)

De plus, l'école de santé publique de l'université Harvard et l'école de médecine de l'université Teikyō ont une collaboration en cours appelée Programme Teikyo-Harvard, commencée en 1993.

### Programme de premier cycle
- Technique médicale
- Médecine
- Pharmacologie
- Droit
- Lettres
  - Culture japonaise
  - Pédagogie
  - Histoire
  - Sociologie
  - Psychologie
- Science et génie
- Culture internationale
- Économie
  - Économie
  - Administration d'affaire
  - Tourisme

### Programme de troisième cycle
- Droit
- Économie
- Littérature
- Médecine
- Pharmacie
- Science et génie

## Étudiants notables
- Ryōko Tani (médaillée d'or olympique de judo)
- Iemitsu Arai (en) (maire de Fukaya)
- Miwa Sano (Miss Japon, ancien membre du conseil municipal de Hachiōji)
- Yutaka Nagare (rugbyman international)
- Tomoya Hosoda (homme politique trans)